# Viksmon
Viksmon – miejscowość (småort) w Szwecji w gminie Sollefteå w regionie Västernorrland. Około 86 mieszkańców.